# Kunwar Natwar Singh
Kunwar Natwar Singh (Bharatpur, 16 de mayo de 1929-Gurgaon, 10 de agosto de 2024) fue un político y diplomático indio.

## Biografía y trayectoria
- Paramjit Singh Sahai era el hijo de Pravag Kaur y Govind Sing.
- En 1953 entró al Indian Foreign Service.
- De 1956 a 1958 fue empleado en Pekín.
- De 1959 a 1961 fue empleado en el Ministerio de Asuntos Exteriores (India).
- De 1961 a 1966 fue consejero de misión ante la Sede de la Organización de las Naciones Unidas.
- De 1962 a 1965 fue representante ante el Unicef.
- De 1966 a 1967 fue secretario adjunto de Indira Gandhi.
- De 1967 a 1970 fue secretario de Indira Gandhi.
- De 1970 a 1971 fue secretario de enlace de Indira Gandhi.
- De 1971 a 1973 fue embajador en Varsovia.
- De agosto de 1977 a 1980 fue Alto Comisionado en Lusaka (Zambia) con comisión en Gaborone (Botsuana).[3][4]
- De 1980 a 1981 fue embajador en Islamabad.[5]
- En 1983 fue Secretario General de la séptima Cumbre del Movimiento de Países No Alineados en Nueva Delhi.

### Carrera política
En 1984, después de dimitir del Indian Foreign Service, Singh se unió al partido del Congreso Nacional Indio y fue elegido miembro de la octava Lok Sabha del distrito electoral en:Bharatpur (Lok Sabha constituency). En 1985, fue juramentado como ministro de Estado (un nivel por debajo de un ministro del gabinete) con las carteras de acero, carbón y minas, y la agricultura. 
El 22 de octubre de 1986 fue nombrado ministro de Estado para asuntos exteriores. En ese cargo, fue elegido presidente de la Conferencia de la ONU sobre el Desarme y el Desarrollo, celebrada en Nueva York en 1987, y también encabezó la delegación de la India a la 42.ª Sesión de la Asamblea General de la ONU. Singh mantuvo el ministerio de Estado para asuntos externos hasta que el Partido del Congreso perdió el poder al ser derrotado en las elecciones generales de 1989. En esas elecciones, él disputó y perdió el asiento Mathura en Uttar Pradesh. El Partido del Congreso volvió al poder después de las elecciones de 1991, con P. V. Narasimha Rao como primer ministro desde Rajiv Gandhi últimamente ha sido asesinado. En este momento, Singh no era miembro de la Lok Sabha y no podría ser ministro. Su importancia quedó únicamente en la proximidad percibida a la नेहरू परिवार, de la que fue uno de los leales acérrimo y declarado. Desarrolló debidamente diferencias con el primer ministro y dejó el partido junto con ND Tiwari y Arjun Singh, para formar un nuevo partido político, el Congreso de Toda la India Indira. En 1998, después de P.V. Narasimha Rao había sido relegado en el olvido y Sonia Gandhi había recuperado el control total del partido, los tres leales a la familia fusionaron su nuevo partido en el Partido del Congreso y regresaron al servicio de los Gandhi. Singh fue recompensado con un boleto para participar en las elecciones generales de 1998, y regresó al Lok Sabha tras una pausa de nueve años, cuando fue elegido miembro de la efímera 12.º Lok Sabha (1998-99) de Bharatpur. Sin embargo, tuvo que sentarse en los bancos de la oposición, y luego perdió las elecciones de 1999. Después de un paréntesis de tres años, fue elegido (indirectamente) a la Rajya Sabha de Rajasthan en el partido de 2002. El Congreso Nacional Indio volvió al poder en 2004, y el primer ministro, Manmohan Singh nombró Natwar Singh ministro de Asuntos Exteriores.
De 22 de mayo de 2004 a 05 de noviembre de 2005 fue ministro de Asuntos Exteriores de la India. Dimitió después de que el Paul Volcker Committee de la ONU considerará a él y al Congreso Nacional Indio como beneficiarios de estafa iraquí en el en:Oil-for-Food Programme.